# スピノーダル分解
スピノーダル分解とは、不安定状態から平衡状態への状態変化に対応する相分離のことである。
相分離は、例えば単相の合金を多相領域のある温度に急冷・保持することにより起こる。
ここで急冷後の合金は非平衡状態にあり、自由エネルギーGが定義されたとすると、その状態は自由エネルギーの組成Cに対する2階微分の符号により2つのタイプに分類される。
正の状態は準安定状態と呼ばれる。この場合、自由エネルギーは濃度のゆらぎにより増加し、相分離には核生成を必要とする。
負の状態は不安定状態であり、濃度ゆらぎによって自由エネルギーが減少する。つまりゆらぎの成長によって相分離が進み、スピノーダル分解と呼ばれる。
核の発生を必要とせず、小さな濃度ゆらぎでも原子の拡散によって濃度差が拡大していく。
濃度ゆらぎの波は、特定の波長のとき成長速度が大きくなるため、スピノーダル分解によって生成した組織は周期的な変調構造を呈することが多い。